# 丹羽圭介

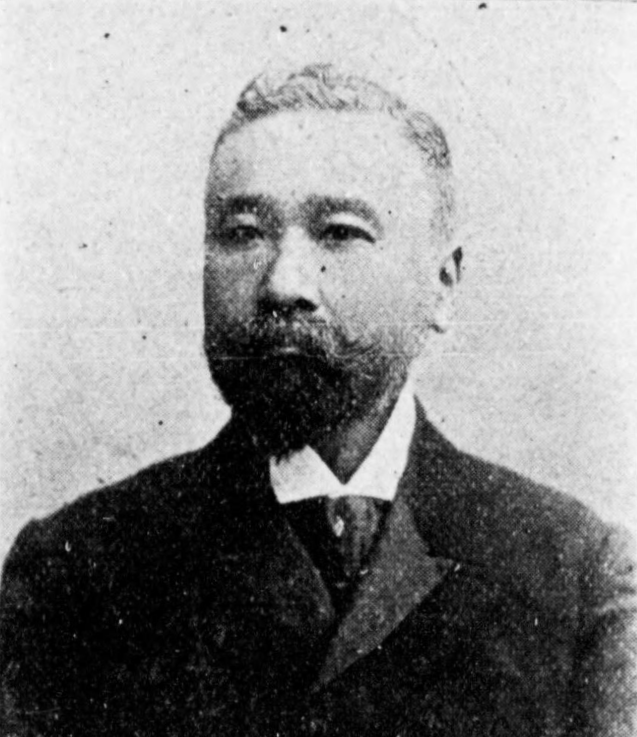
丹羽圭介

丹羽 圭介（にわ けいすけ、1856年9月6日（安政3年8月8日） - 1941年（昭和16年）2月27日）は、明治期の商人、京都商品陳列所長、大日本武徳会設立発起人、衆議院議員。

## 経歴
山城国生まれ。儒者山本秀夫に付いて本草学（博物学）を修める。京都府令選抜にのぼり農牧講習所へ入り洋学を修める。戊辰戦争で長崎へ送られ、明治維新後京都に預けられ蘭学を学習する。この頃、山本覚馬に付き、英文書の発行も行った。1877年（明治10年）慶應義塾を卒業し、京都へ帰る。神戸領事館の雇となり京都府勧業課に入る。美術工芸家として、博覧会が開催されるごとに派遣され、古物研究、陶器研究を行う。京都博覧会を中心に各種博覧会に関する資料等の古文書が、京都府に貯蔵されている。1902年（明治35年）、第7回衆議院議員総選挙で京都選挙区から出馬して当選し、衆議院議員を1期務めた。